# Веслування на байдарках і каное на літніх Олімпійських іграх 2020 — байдарки-одиночки, 1000 метрів (чоловіки)
Змагання з веслування на байдарках-одиночках на дистанції 1000 м серед чоловіків на літніх Олімпійських іграх 2020 відбулися 2 — 3 серпня 2021 року на Веслувальному каналі Сі Форест.

## Формат змагань
Змагання з веслування на байдарках і каное в спринті складаються з чотирьох раундів: попередніх заїздів, чвертьфіналів, півфіналів і фіналів. Особливості проходження етапів залежать від кількості човнів, що розпочинають змагання.

## Розклад
Змагання в цій дисципліні відбулися впродовж двох днів поспіль, два раунди на день. Всі сесії розпочинаються о 9:30 за місцевим часом. Під час однієї сесії можуть відбуватися змагання в кількох різних дисциплінах.
| З | Попередні заїзди | ¼ | Чвертьфінали | ½ | Півфінали | Ф | Фінал |

| Дисципліна↓/Дата → | Пон 2 | Пон 2 | Вів 3 | Вів 3 | Сер 4 | Сер 4 | Чет 5 | Чет 5 | П'ят 6 | П'ят 6 | Суб 7 | Суб 7 |
| ------------------ | ----- | ----- | ----- | ----- | ----- | ----- | ----- | ----- | ------ | ------ | ----- | ----- |
| Б-1, 200 м (жінки) | З     | ¼     | ½     | Ф     |       |       |       |       |        |        |       |       |

## Результати

### Заїзди
Перший і другий човни виходять до півфіналу, решта — потрапляють до чвертьфіналу.

#### Заїзд 1
| Місце | Доріжка | Байдарочник      | Країна                           | Час      | Примітки |
| ----- | ------- | ---------------- | -------------------------------- | -------- | -------- |
| 1     | 5       | Йозеф Достал     | Чехія (CZE)                      | 3:37.342 | SF       |
| 2     | 7       | Томас Ґрін       | Австралія (AUS)                  | 3:39.492 | SF       |
| 3     | 4       | Артур Петерс     | Бельгія (BEL)                    | 3:41.967 | QF       |
| 4     | 3       | Максим Спесивцев | Олімпійський комітет Росії (ROC) | 3:42.888 | QF       |
| 5     | 6       | Саймон Мактавіш  | Канада (CAN)                     | 3:43.512 | QF       |
| 6     | 2       | Коль Гортон      | Острови Кука (COK)               | 4:24.679 | QF       |

#### Заїзд 2
| Місце | Доріжка | Байдарочник              | Країна                           | Час      | Примітки |
| ----- | ------- | ------------------------ | -------------------------------- | -------- | -------- |
| 1     | 5       | Балінт Копас             | Угорщина (HUN)                   | 3:39.084 | SF       |
| 2     | 4       | Агустін Верніс           | Аргентина (ARG)                  | 3:40.430 | SF       |
| 3     | 6       | Самуеле Бурго            | Італія (ITA)                     | 3:43.746 | QF       |
| 4     | 3       | Етьєнн Юбер              | Франція (FRA)                    | 3:45.072 | QF       |
| 5     | 2       | Алі Агамірзаї            | Іран (IRI)                       | 3:48.609 | QF       |
| 6     | 7       | Аношкін Роман Сергійович | Олімпійський комітет Росії (ROC) | 3:50.580 | QF       |

#### Заїзд 3
| Місце | Доріжка | Байдарочник            | Країна           | Час      | Примітки |
| ----- | ------- | ---------------------- | ---------------- | -------- | -------- |
| 1     | 5       | Фернандо Пімента       | Португалія (POR) | 3:40.323 | SF       |
| 2     | 4       | Петер Гелле            | Словаччина (SVK) | 3:42.131 | SF       |
| 3     | 3       | Жан ван дер Вестгейзен | Австралія (AUS)  | 3:46.186 | QF       |
| 4     | 2       | Гійом Бургер           | Франція (FRA)    | 3:53.241 | QF       |
| 5     | 6       | Вагнер Соута           | Бразилія (BRA)   | 3:57.178 | QF       |

#### Заїзд 4
| Місце | Доріжка | Байдарочник        | Країна         | Час      | Примітки |
| ----- | ------- | ------------------ | -------------- | -------- | -------- |
| 1     | 5       | Олег Юреня         | Білорусь (BLR) | 3:43.444 | SF       |
| 2     | 4       | Боян Зделар        | Сербія (SRB)   | 3:45.074 | SF       |
| 3     | 3       | Ларс Маґне Уллванґ | Норвегія (NOR) | 3:47.253 | QF       |
| 4     | 2       | Тува'а Кліфтон     | Самоа (SAM)    | 4:11.029 | QF       |
| 5     | 6       | Амадо Круз         | Беліз (BIZ)    | 4:13.080 | QF       |

#### Заїзд 5
| Місце | Доріжка | Байдарочник    | Країна                | Час      | Примітки |
| ----- | ------- | -------------- | --------------------- | -------- | -------- |
| 1     | 4       | Якоб Шопф      | Німеччина (GER)       | 3:39.504 | SF       |
| 2     | 2       | Адам Варга     | Угорщина (HUN)        | 3:39.650 | SF       |
| 3     | 5       | Чжан Дун       | Китай (CHN)           | 3:40.955 | QF       |
| 4     | 3       | Саїд Фазлула   | Збірна біженців (EOR) | 3:52.631 | QF       |
| 5     | 6       | Мохамед Мрабет | Туніс (TUN)           | 4:02.148 | QF       |

### Чвертьфінали
Перший і другий човни виходять до півфіналу, решта — вибувають.

#### Чвертьфінал 1
| Місце | Доріжка | Байдарочник      | Країна                           | Час      | Примітки |
| ----- | ------- | ---------------- | -------------------------------- | -------- | -------- |
| 1     | 3       | Максим Спесивцев | Олімпійський комітет Росії (ROC) | 3:44.136 | SF       |
| 2     | 5       | Чжан Дун         | Китай (CHN)                      | 3:44.269 | SF       |
| 3     | 2       | Вагнер Соута     | Бразилія (BRA)                   | 3:52.402 |          |
| 4     | 6       | Алі Агамірзаї    | Іран (IRI)                       | 3:52.834 |          |
| 5     | 4       | Тува'а Кліфтон   | Самоа (SAM)                      | 4:21.301 |          |
| 6     | 7       | Коль Гортон      | Острови Кука (COK)               | 4:39.138 |          |

#### Чвертьфінал 2
| Місце | Доріжка | Байдарочник              | Країна                           | Час      | Примітки |
| ----- | ------- | ------------------------ | -------------------------------- | -------- | -------- |
| 1     | 4       | Артур Петерс             | Бельгія (BEL)                    | 3:45.712 | SF       |
| 2     | 5       | Самуеле Бурго            | Італія (ITA)                     | 3:45.993 | SF       |
| 3     | 2       | Аношкін Роман Сергійович | Олімпійський комітет Росії (ROC) | 3:46.576 |          |
| 4     | 6       | Саймон Мактавіш          | Канада (CAN)                     | 3:52.467 |          |
| 5     | 3       | Гійом Бургер             | Франція (FRA)                    | 3:52.817 |          |
| 6     | 7       | Амадо Круз               | Беліз (BIZ)                      | 4:15.262 |          |

#### Чвертьфінал 3
| Місце | Доріжка | Байдарочник            | Країна                | Час      | Примітки |
| ----- | ------- | ---------------------- | --------------------- | -------- | -------- |
| 1     | 4       | Жан ван дер Вестгейзен | Австралія (AUS)       | 3:46.104 | SF       |
| 2     | 5       | Етьєнн Юбер            | Франція (FRA)         | 3:46.274 | SF       |
| 3     | 3       | Ларс Маґне Уллванґ     | Норвегія (NOR)        | 3:49.830 |          |
| 4     | 2       | Саїд Фазлула           | Збірна біженців (EOR) | 3:52.614 |          |
| 5     | 6       | Мохамед Мрабет         | Туніс (TUN)           | 3:56.325 |          |

### Півфінали
Перші чотири човни виходять до фіналу A, решта — вибувають.

#### Півфінал 1
| Місце | Доріжка | Байдарочник  | Країна           | Час      | Примітки |
| ----- | ------- | ------------ | ---------------- | -------- | -------- |
| 1     | 5       | Балінт Копас | Угорщина (HUN)   | 3:24.558 | OB, FA   |
| 2     | 4       | Йозеф Достал | Чехія (CZE)      | 3:25.387 | FA       |
| 3     | 3       | Якоб Шопф    | Німеччина (GER)  | 3:25.586 | FA       |
| 4     | 1       | Чжан Дун     | Китай (CHN)      | 3:26.246 | FA       |
| 5     | 7       | Артур Петерс | Бельгія (BEL)    | 3:26.773 | FB       |
| 6     | 8       | Етьєнн Юбер  | Франція (FRA)    | 3:27.319 | FB       |
| 7     | 2       | Петер Гелле  | Словаччина (SVK) | 3:28.255 | FB       |
| 8     | 6       | Боян Зделар  | Сербія (SRB)     | 3:29.525 | FB       |

#### Півфінал 2
| Місце | Доріжка | Байдарочник            | Країна                           | Час      | Примітки |
| ----- | ------- | ---------------------- | -------------------------------- | -------- | -------- |
| 1     | 5       | Фернандо Пімента       | Португалія (POR)                 | 3:22.942 | FA, OB   |
| 2     | 2       | Адам Варга             | Угорщина (HUN)                   | 3:23.634 | FA       |
| 3     | 3       | Томас Ґрін             | Австралія (AUS)                  | 3:24.612 | FA       |
| 4     | 6       | Агустін Верніс         | Аргентина (ARG)                  | 3:24.734 | FA       |
| 5     | 8       | Самуеле Бурго          | Італія (ITA)                     | 3:25.673 | FB       |
| 6     | 4       | Олег Юреня             | Білорусь (BLR)                   | 3:27.323 | FB       |
| 7     | 7       | Максим Спесивцев       | Олімпійський комітет Росії (ROC) | 3:27.372 | FB       |
| 8     | 1       | Жан ван дер Вестгейзен | Австралія (AUS)                  | 3:28.287 | FB       |

### Фінали

#### Final B
| Місце | Доріжка | Байдарочник            | Країна                           | Час      | Примітки |
| ----- | ------- | ---------------------- | -------------------------------- | -------- | -------- |
| 9     | 4       | Самуеле Бурго          | Італія (ITA)                     | 3:26.169 |          |
| 10    | 5       | Артур Петерс           | Бельгія (BEL)                    | 3:26.781 |          |
| 11    | 8       | Жан ван дер Вестгейзен | Австралія (AUS)                  | 3:26.955 |          |
| 12    | 6       | Олег Юреня             | Білорусь (BLR)                   | 3:27.190 |          |
| 13    | 2       | Максим Спесивцев       | Олімпійський комітет Росії (ROC) | 3:27.909 |          |
| 14    | 7       | Петер Гелле            | Словаччина (SVK)                 | 3:28.240 |          |
| 15    | 3       | Етьєнн Юбер            | Франція (FRA)                    | 3:31.553 |          |
| 16    | 1       | Боян Зделар            | Сербія (SRB)                     | 3:31.689 |          |

#### Фінал A
| Місце | Доріжка | Байдарочник      | Країна           | Час      | Примітки |
| ----- | ------- | ---------------- | ---------------- | -------- | -------- |
| 1     | 5       | Балінт Копас     | Угорщина (HUN)   | 3:20.643 | OB       |
| 2     | 6       | Адам Варга       | Угорщина (HUN)   | 3:22.431 |          |
| 3     | 4       | Фернандо Пімента | Португалія (POR) | 3:22.478 |          |
| 4     | 7       | Якоб Шопф        | Німеччина (GER)  | 3:22.554 |          |
| 5     | 3       | Йозеф Достал     | Чехія (CZE)      | 3:26.610 |          |
| 6     | 1       | Чжан Дун         | Китай (CHN)      | 3:28.103 |          |
| 7     | 2       | Томас Ґрін       | Австралія (AUS)  | 3:28.360 |          |
| 8     | 8       | Агустін Верніс   | Аргентина (ARG)  | 3:28.503 |          |